# Болотников Микола Федорович
Микола Федорович Болотников (березень 1897, село Чисте Поле Семенівського повіту Нижньогородської губернії, тепер Нижньогородської області, Російська Федерація — розстріляний 17 січня 1938, місто Свердловськ, тепер Єкатеринбург, Російська Федерація) — радянський військовий політпрацівник, член ЦК КП Туркестану (1921—1923). Член Центральної контрольної комісії ВКП(б) у 1930—1934 роках.

## Біографія
Народився в родині сільського вчителя. У 1906—1914 роках — учень 1-ї Симбірської гімназії.
У 1914—1916 роках — діловод Борського лісництва Семенівського повіту Нижньогородської губернії.
У 1916—1918 роках — рядовий 62-го запасного полку російської армії в Нижньому Новгороді.
Член РСДРП (меншовиків) з березня до серпня 1917 року. Член РСДРП(б) з серпня 1917 року.
З червня 1918 року — в Червоній армії: червоноармієць 2-го комуністичного Симбірського загону, потім 208-го стрілецького полку. У 1918—1919 роках — військовий комісар полку, військовий комісар штабу 24-ї Симбірської Залізної стрілецької дивізії 1-ї армії Східного фронту. З 20 березня до 10 квітня 1919 року — т.в.о. військового комісара 24-ї Симбірської Залізної стрілецької дивізії. З квітня 1919 до 1920 року — військовий комісар артилерії 24-ї Симбірської Залізної стрілецької дивізії.
З 23 березня 1920 року — військовий комісар 9-го Туркестанського стрілецького полку. У 1920—1923 роках — військовий комісар 1-го, 2-го, 3-го Туркестанських стрілецьких полків (Асхабад (Полторацьк), Коканд, Душанбе).
У 1923—1924 роках — слухач Військово-академічних курсів вищого командного складу РСЧА.
У 1924—1926 роках — командир і комісар 5-го Червонопрапорного Туркестанського полку в місті Фергані Узбецької РСР.
У 1926—1927 роках — старший інспектор військової робітничо-селянської інспекції Білоруського військового округу в місті Смоленську.
У 1927—1931 роках — старший інспектор, заступник завідувача військово-морської інспекції ЦКК ВКП(б) — Народного комісаріату робітничо-селянської інспекції СРСР.
У 1931—1932 роках — помічник начальника мобілізаційно-планового сектору Вищої ради народного господарства СРСР. У 1932—1934 роках — заступник начальника Головного управління Народного комісаріату важкої промисловості СРСР.
1 червня 1934 — січень 1936 року — директор машинобудівного заводу (велозаводу) № 50 імені Фрунзе Народного комісаріату важкої промисловості СРСР міста Пензи.
У 1936—1937 роках — директор Високогірського механічного заводу № 63 Народного комісаріату оборонної промисловості СРСР міста Нижнього Тагіла Свердловської області.
21 вересня 1937 року заарештований органами НКВС. Засуджений Воєнною колегією Верховного суду СРСР 17 січня 1938 року до страти, розстріляний того ж дня в місті Свердловську.
Посмертно реабілітований.

## Нагороди
- орден Червоного Прапора